# أحمد عبد الكريم السعدي
أحمد عبد الكريم السعدي الملقب بـ "أبو محجن" (ولد عام 1967 أو 1963 في مخيم عين الحلوة)، قيادي سلفي فلسطيني، ويتزعم عصبة الأنصار منذ العام 1991 بعد مقتل مؤسسها الشيخ هشام شريدي . ويعمل إلى جانبه شقيقه أبو طارق السعدي، وقد نفذت منظمته اغتيالات وهجمات على محلات بيع خمور في محيط مدينة صيدا. في 1999 حُكم عليه بالإعدام غيابيا في لبنان بتهمة اغتيال الشيخ نزار الحلبي؛ وبعدها تم تخفيض عقوبته إلى 20 عاما مع الاشغال الشاقة. عاش بعد صدور الحكم في الخفاء.